# Герб Аджарии
Герб Аджа́рии (Герб Автономной Республики Аджария) — один из символов Аджарии — автономной республики на крайнем юго-западе Грузии.

## Описание
Герб Аджарии представляет собой щит, пересечённый волнообразно. В верхней части щита изображена золотая крепость Гонио на зеленом поле и в нижней части расположены три золотые монеты на синем поле. В центре находится щиток Малого герба Грузии без короны, с изображением серебряной фигуры Святого Георгия с золотым нимбом на серебряном коне, поражающего дракона копьём. 
В основу герба положен герб Батумской области 1881 года («Щит пересечен волнообразною червленью и серебром с тремя византийскими золотыми монетами, 2 и 1»).

## История

Герб Батумской области 1881 года

Проходивший с 10 по 14 января 1922 года Первый съезд Советов автономной ССР Аджаристана принял её первую Конституцию (Основной Закон). На имеющемся в архиве А. Я. Лукши (г. Рига, Латвия) оттиске печати ЦИК Советов автономной ССР Аджаристана на документе 1922 года центральная часть герба ССР Грузии (без орнамента) дополнена изображением полумесяца.
В Конституции Аджарской АССР, принятой 25 октября 1937 года Всеаджарским съездом Советов герб республики описывался в статье 111:

Государственным гербом Аджарской Автономной Советской Социалистической Республики является государственный герб Грузинской ССР, который состоит из круглого красного поля, в верхней части которого изображена светящаяся пятиконечная звезда с простирающимися по всему полю лучами, внизу — снежный хребет голубого цвета; на правой стороне — золотые колосья и на левой — золотые лозы с виноградными лозами. Концы колосьев и лоз переплетены между собой у основания хребта в нижней части поля. Большую часть середины занимают изображения золотых серпа и молота, которые упираются: вверху — в светящуюся звезду, внизу — в вершину хребта, а по бокам — в колосья и лозы. Вокруг поля помещена надпись на грузинском и русском языках: "Пролетарии всех стран, соединяйтесь!" и "Грузинская ССР", с добавлением под надписью "Грузинская ССР" буквами меньшего размера надписи "Аджарская АССР" на грузинском и русском языках. Герб окаймлён вокруг узором из орнаментов в грузинском стиле
26 июня 2000 года Верховный Совет Аджарской Автономной Республики утвердил её герб, состоящий из синего круга с изображением золотого орла с распростёртыми крыльями, между которыми, в верхней части круга, расположены по воображаемой дуге окружности семь золотых семиконечных звёзд. На внешнем синем кольце сверху надпись золотыми буквами на грузинском языке «Аджарская Автономная Республика Грузии», снизу — две золотые оливковые ветви. Горный орёл — символ свободы, разума, могущества и постоянной бдительности. Надежный страж страны, он уверенным и острым взором горделиво смотрит в бескрайнее пространство, распростёртыми могучими крыльями — символом вечности и всеобщего возрождения — держит животворящее солнце, а оливковые ветви — символ мира.